# دير بلوط (عفرين)
دير بلوط (بالكردية: Dêrbelûtê‏) هي قرية سوريّة تتبع إداريّاً لمحافظة حلب منطقة عفرين ناحية جنديرس. بلغ تعداد سكانها 465 نسمة حسب التعداد السكاني لعام 2004، و756 نسمة حسب قيود السجل المدني لنهاية عام 2005.